# Новосёлово (Енангское сельское поселение)
Новосёлово — деревня в Кичменгско-Городецком районе Вологодской области России. Входит в состав Енангского сельского поселения, с точки зрения административно-территориального деления — в Верхнеентальский сельсовет.

## География
Стоит по берегу реки Ёнтала.

### Географическое положение
Расстояние до районного центра Кичменгского Городка по автодороге — 81 км, до центра муниципального образования Нижнего Енангска по прямой — 20 км. Ближайшие населённые пункты — Маслово, Мичино, Верхняя Ентала, Солонихино, Старая Шиловщина, Новая Шиловщина.

## История
С 1 января 2006 года по 1 апреля 2013 года входила в Верхнеентальское сельское поселение.

## Население
| 2010 |
| ---- |
| 21   |

## Гендерный и национальный состав
По переписи 2002 года население — 22 человека (12 мужчин, 10 женщин). Всё население — русские.

## Инфраструктура
Личное подсобное хозяйство.

## Транспорт
Просёлочная дорога. Есть мост через реку Ёнтала.